# Ailinel
Ailinel (derivado de la palabra quenya ailin «lago, estanque») es un personaje ficticio que pertenece al legendarium creado por el escritor británico J. R. R. Tolkien cuya historia es narrada en la colección de relatos titulada Cuentos inconclusos de Númenor y la Tierra Media. Es una dúnadan, segunda hija de los reyes Tar-Meneldur y Almarian y hermana del también rey Tar-Aldarion y de Almiel.
Nació en Númenor en el año 712 de la Segunda Edad. Se casó con un noble numenoreano llamado Orchaldor, hijo de Hatholdir y descendiente de la casa de Hador, con quien tuvo un hijo, Soronto, en el año 799 de la Segunda Edad. Puesto que el rey Tar-Aldarion tuvo una única hija y de acuerdo con las complejas leyes de sucesión a la corona de Númenor era posible argüir una preferencia por los varones sobre el grado de consanguinidad, durante un tiempo su hijo tuvo la posibilidad de convertirse en rey, y por lo tanto, Ailinel en reina madre. No obstante Tar-Aldarion, para evitar problemas sucesorios y asegurar la posición de su hija (según algunas fuentes, también para molestar a su esposa), modificó la ley de sucesión en el año 892 de la Segunda Edad, de forma que desde aquel momento, el mayor de los hijos del rey recibiría el cetro de Númenor, cualquiera que fuera su sexo.